# Rhizotrogus beauprei
Rhizotrogus beauprei är en skalbaggsart som beskrevs av Maurice Pic 1906. Rhizotrogus beauprei ingår i släktet Rhizotrogus och familjen Melolonthidae. Inga underarter finns listade i Catalogue of Life.